# Brevipalpus pini
Brevipalpus pini är en spindeldjursart som beskrevs av Baker 1949. Brevipalpus pini ingår i släktet Brevipalpus och familjen Tenuipalpidae. Inga underarter finns listade.